# Bernard de Jussieu

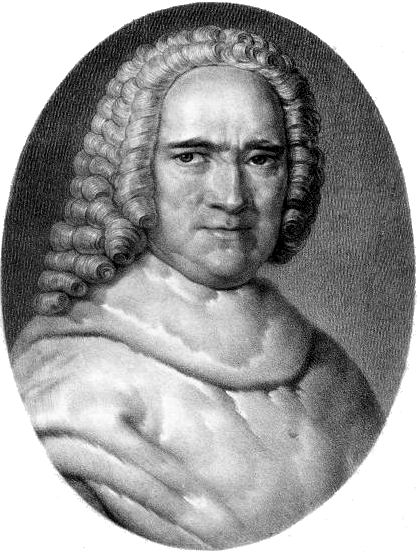
Bernard de Jussieu auf einem Porträt von Madeleine-Françoise Basseporte

Bernard de Jussieu (* 17. August 1699 in Lyon; † 6. November 1777 in Paris) war ein französischer Botaniker und Arzt. Sein offizielles botanisches Autorenkürzel lautet „B.Juss.“

## Leben und Wirken
Bernard de Jussieu war ein Sohn des Lyoner Apothekers Laurent de Jussieu (1651–1718) und dessen Frau Lucie Cousin († 1753). Zwei seiner Brüder waren die Botaniker Antoine und Joseph de Jussieu. Bernard de Jussieu erhielt seine erste Ausbildung an der Jesuitenschule in Lyon, die insbesondere ein Studium der Rhetorik umfasste. 1714 zog er zu seinem Bruder Antoine nach Paris, der seit einigen Jahren den Lehrstuhl für Botanik am Jardin du Roi innehatte, um dort seine Ausbildung fortzusetzen. 1716 begleitete Bernard de Jussieu seinen Bruder auf einer Reise durch Frankreich, Spanien und Portugal, bei der sein Interesse für Botanik erwachte. Nach der Rückkehr herbarisierte er einige Zeit in der Umgebung von Lyon und begann schließlich ein Medizinstudium an der Universität Montpellier. Dort erwarb Bernard de Jussieu 1719 unter Antoine Magnol (1676–1759) mit der Arbeit De naturali secretione bilis in jecore den Grad eines Baccalarius der Medizin. Anschließend praktizierte er eine Zeit lang als Arzt, fand aber keinen Gefallen an dieser Tätigkeit. Nach dem Tod von Sébastien Vaillant wurde Bernard de Jussieu am 30. September 1722 zum Unterdemonstrator („sous-démonstrateur de l’extérieur des plantes“) am Jardin du Roi ernannt und war für den Garten und die Gewächshäuser verantwortlich.
1724 erhielt Bernard de Jussieu ein Lizenziat der Medizinischen Fakultät der Universität von Paris, der dort 1726 seine Promotion zum Doktor der Medizin folgte. In der Zwischenzeit hatte er eine um Anmerkungen erweiterte Ausgabe von Joseph Pitton de Tourneforts Werk Histoire des plantes qui naissent dans les environs de Paris über die in der Umgebung von Paris wachsenden Pflanzen herausgegeben. Die von Bernard de Jussieu durchgeführten Exkursion wurden rege genutzt. Seine Vorträge am Jardin du Roi beeinflussten beispielsweise Michel Adanson, Jean-Étienne Guettard, Henri Louis Duhamel du Monceau, Louis Guillaume Le Monnier, André Thouin, die Gärtner Claude (1705–1784) und Antoine Richard (1737–1807) sowie seinen Bruder Joseph und seinen Neffen Antoine-Laurent. Unter den Zuhörern seiner Vorlesungen befanden sich beispielsweise Georges-Louis Leclerc de Buffon, Chrétien-Guillaume de Lamoignon de Malesherbes und Carl von Linné.

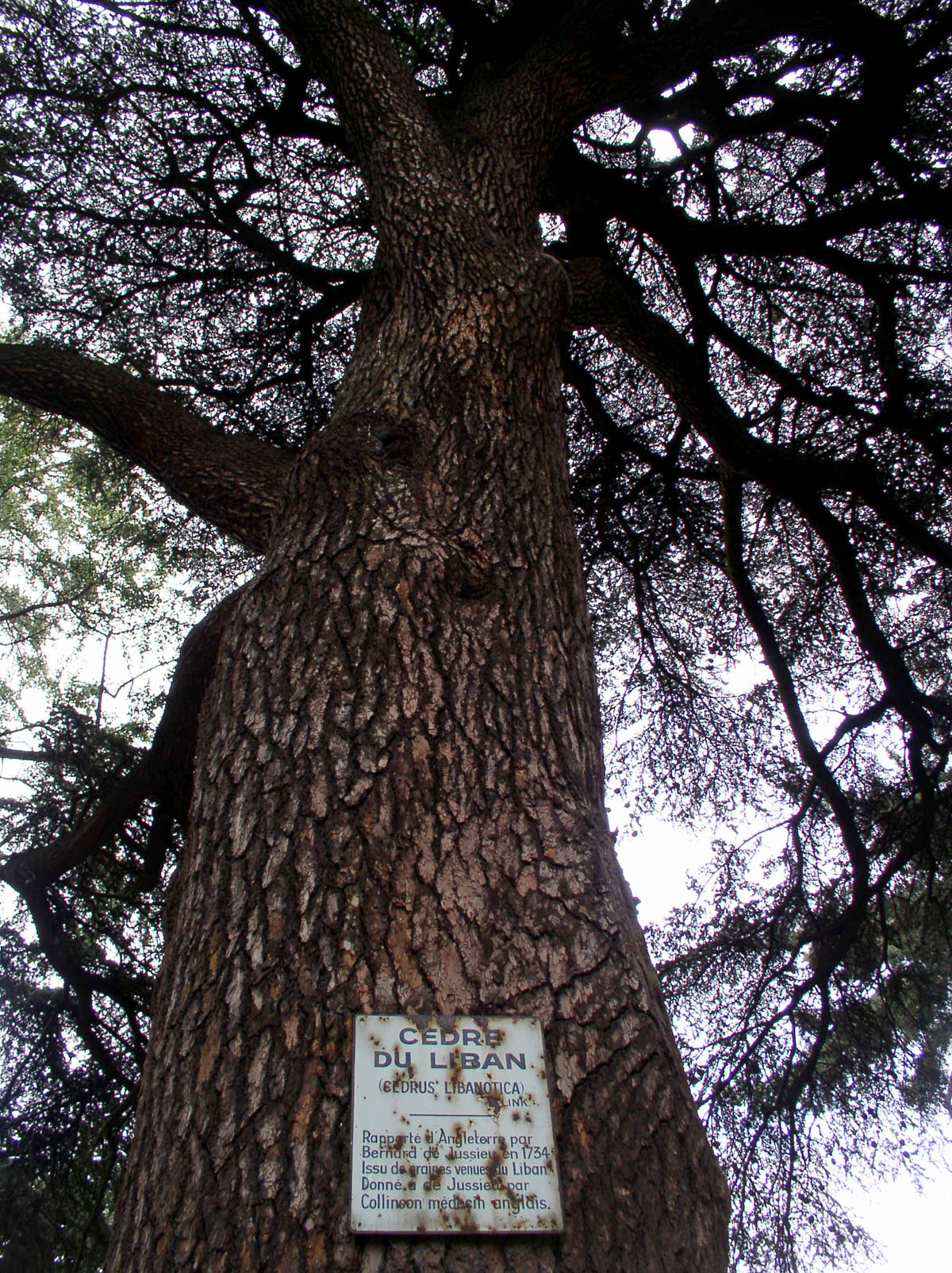
Jussieus Libanon-Zeder im Jardin des Plantes

Bernard de Jussieu reiste zweimal nach England. Von dort führte er 1734 die Libanon-Zeder nach Frankreich ein. 1739 veröffentlichte er sein erstes Memoire, das die Gattung der Pillenfarne zum Gegenstand hatte. In weiteren Abhandlungen beschäftigte er sich mit den Gattungen Lemma und Litorella. Seine botanischen Vorträge und seine Ideen zur Klassifikation der Pflanzen bereitete er jedoch nie für eine Veröffentlichung auf. Als Aufseher des Gartens bei Petit Trianon überwachte Bernard de Jussieu 1758 die Anlage eines Botanischen Gartens in dem durch Gruppieren von Pflanzen ähnlicher Gattungen versucht wurde, das natürliche System der Pflanzen darzustellen. Er nutzte dazu seine Weiterentwicklung der Fragmenta methodi naturalis, die Carl von Linné 1738 in Classes Plantarum veröffentlicht hatte. Gedruckt wurde dieses System erst 1789 in Antoine-Laurent de Jussieus Werk Genera Plantarum.
Am 31. Juli 1725 wählte ihn die Académie des sciences als Nachfolger von Antoine-Tristan Danty d’Isnard zu ihrem Mitglied als „Adjoint botaniste“. Am 16. März 1739 rückte er für Henri Louis Duhamel du Monceau als „Associé botaniste“ nach und wurde schon am 20. Mai 1739 als Ersatz für den verstorbenen Michel-Louis Reneaume (1675–1739) „Pensionnaire“. 1753 war Bernard de Jussieu stellvertretender Direktor und 1754 Direktor der Académie des sciences.
Auf Vorschlag des Arztes James Jurin (1684–1750) wurde er am 22. Juni 1727 in die Royal Society gewählt. Am 18. November 1749 wurde Bernard de Jussieu als ausländisches Mitglied in die schwedische Kungliga Vetenskapsakademien aufgenommen.

## Ehrungen
William Houstoun benannte ihm und seinen Brüdern Antoine de Jussieu und Joseph de Jussieu zu Ehren eine Pflanzengattung Jussiaea. Carl von Linné stellte diese jedoch zu Jatropha, welche allerdings nach der hier verwendeten Systematik in der Gattung der Heusenkräuter (Ludwigia) aufgegangen ist.
Die 1754 von Philip Miller in der 4. Auflage seines Werkes The Gardeners Dictionary eingeführte Pflanzenart Bernardia aus der Familie Wolfsmilchgewächse (Euphorbiaceae) wurde vermutlich ebenfalls nach ihm benannt.
Der Asteroid (9470) Jussieu wurde ihm und Antoine-Laurent, Joseph und Adrien-Henri-Laurent de Jussieu zu Ehren benannt.

## Schriften (Auswahl)
Als Herausgeber und Bearbeiter
- Joseph Pitton de Tournefort: Histoire Des Plantes Qui Naissent Aux Environs De Paris Avec leur usage dans la Medecine. 2 Bände, 2. bearbeitete Auflage, Musier, Paris 1725 (Band 1, Band 2).

Eigene Schriften
- De naturali secretione bilis in jecore. H. Pech, Montpellier 1719 (online).
- Catalogue des arbres, et arbrisseau qui se peuvent élever en pleine terre aux environs de Paris. J. Bullot, Paris 1735 (online).
- Examen des causes qui ont altéré l’eau de la Seine, pendant la sécheresse de l’année 1731. In: Histoire de l’Académie royale des sciences. Année 1733. Paris 1735, S. 351–360 (online).
- Histoire d’une Plante, connuë par les Botanistes sous le nom de Pilularia. In: Histoire de l’Académie royale des sciences. Année 1739. Paris 1741, S. 240–256 (online).
- Histoire du Lemma. In: Histoire de l’Académie royale des sciences. Année 1740. Paris 1742, S. 263–275 (online).
- Sur une espèce d'Ouate ou de matière cotonneuse trouvée au fond d'un Étang. In: Histoire de l’Académie royale des sciences. Année 1741. Paris 1744, S. 85–86  (online).
- Observation nouvelle sur les Fleurs d’une espèce de Plantain nommée par M. de Tournefort dans ses Élémens de Botanique, Plantago palustris gramineo folio monanthos Parisiensis, pag. 104. In: Histoire de l’Académie royale des sciences. Année 1742. Paris 1745, S. 131–138 (online).
- Examen de quelques Productions marines qui ont été mises au nombre des Plantes, & qui sont l’ouvrage d'une sorte d'Insectes de Mer. In: Histoire de l’Académie royale des sciences. Année 1742. Paris 1745, S. 290–302  (online).
- [Observations sur les effets de l’eau de Luce contre la morsure des vipères et des serpene.] In: Histoire de l’Académie royale des sciences. Année 1747. S. 54–56 (online).

Posthum
- Bernardi de Jussieu Ordines Naturales in Ludovici XV Horto Trianonensi dispositi anno 1759. In: Antoine-Laurent de Jussieu: Genera Plantarum, secundum ordines naturales disposita juxta methodum in Horto Regio Parisiensi exaratam. Paris 1789, S. LXIII–LXX (online).